# Hypoxylon
Hypoxylon is een geslacht van schimmels dat behoort tot de familie Hypoxylaceae. De typesoort is Hypoxylon coccineum.

## Soorten
Volgens Index Fungorum telt het 249 soorten (peildatum maart 2023):
| Soortnaam                                      | Auteur(s)                                           | Publicatiejaar |
| ---------------------------------------------- | --------------------------------------------------- | -------------- |
| Hypoxylon acuminosporum                        | P.M.D. Martin                                       | 1976           |
| Hypoxylon addis                                | J. Fourn., M. Stadler & U. Lindem.                  | 2010           |
| Hypoxylon aeruginosum                          | J.H. Mill.                                          | 1933           |
| Hypoxylon albolanatum                          | (Ellis & Everh.) P.M.D. Martin                      | 1976           |
| Hypoxylon anomalum                             | J.D. Rogers, Y.M. Ju & Oses                         | 2005           |
| Hypoxylon anthochroum                          | Berk. & Broome                                      | 1873           |
| Hypoxylon apiculatum                           | (Sacc.) J.H. Mill.                                  | 1961           |
| Hypoxylon applanatum                           | (Theiss.) J.H. Mill.                                | 1940           |
| Hypoxylon arawakianum                          | J. Fourn. & Lechat                                  | 2015           |
| Hypoxylon aridicola                            | P.M.D. Martin                                       | 1976           |
| Hypoxylon arnoldiae                            | J.D. Rogers & Dumont                                | 1979           |
| Hypoxylon atromaculosum                        | S. Ito & S. Imai                                    | 1940           |
| Hypoxylon aucklandiae                          | Y.M. Ju & J.D. Rogers                               | 1996           |
| Hypoxylon aurantium                            | Dayar., E.B.G. Jones & K.D. Hyde                    | 2020           |
| Hypoxylon aureolimbatum                        | J. Fourn. & Lechat                                  | 2015           |
| Hypoxylon aveirense                            | T. Vicente, M. Gonçalves & A. Alves                 | 2021           |
| Hypoxylon baihualingense                       | Hai X. Ma & Yu Li                                   | 2018           |
| Hypoxylon baruense                             | Cedeño-Sanchez, L. Wendt & L.C. Mejía               | 2020           |
| Hypoxylon begae                                | Y.M. Ju & J.D. Rogers                               | 1996           |
| Hypoxylon bellicolor                           | Cedeño-Sanchez, L. Wendt & L.C. Mejía               | 2020           |
| Hypoxylon bermudense                           | (J.H. Mill.) P.M.D. Martin                          | 1976           |
| Hypoxylon blackburniae                         | Y.P. Tan & R.G. Shivas                              | 2022           |
| Hypoxylon bombacinum                           | Bat. & J. Oliveira                                  | 1959           |
| Hypoxylon brabeji                              | Marinc., M.J. Wingf. & Crous                        | 2008           |
| Hypoxylon brevirimum                           | Y.M. Ju & J.D. Rogers                               | 1996           |
| Hypoxylon brevisporum                          | Y.M. Ju & J.D. Rogers                               | 1996           |
| Hypoxylon buxi                                 | (Fabre) P.M.D. Martin                               | 1976           |
| Hypoxylon californicum                         | Ellis & Everh.                                      | 1895           |
| Hypoxylon calileguense                         | Sir, Kuhnert, Hladki & A.I. Romero                  | 2016           |
| Hypoxylon calyptra                             | Bat.                                                | 1950           |
| Hypoxylon canariense                           | J. Fourn., M. Stadler & Beltrán-Tej.                | 2007           |
| Hypoxylon carneum                              | Petch                                               | 1924           |
| Hypoxylon caulogenum                           | I. Hino & Katum.                                    | 1955           |
| Hypoxylon cazenavei                            | J. Fourn.                                           | 2014           |
| Hypoxylon cercidicola                          | (Berk. & M.A. Curtis ex Peck) Y.M. Ju & J.D. Rogers | 1996           |
| Hypoxylon chathamense                          | Y.M. Ju & J.D. Rogers                               | 1996           |
| Hypoxylon chionostomum                         | Speg.                                               | 1889           |
| Hypoxylon chrysalidosporum                     | Hai X. Ma & Z.K. Song                               | 2021           |
| Hypoxylon cinnabarinum                         | (Henn.) Henn.                                       | 1907           |
| Hypoxylon citrinum                             | Shear                                               | 1926           |
| Hypoxylon commutatum                           | Nitschke                                            | 1867           |
| Hypoxylon confertisilvae                       | Lar.N. Vassiljeva & S.L. Stephenson                 | 2015           |
| Hypoxylon conicum                              | P.M.D. Martin                                       | 1976           |
| Hypoxylon coorgianum                           | A. Pande                                            | 1976           |
| Hypoxylon croceum                              | J.H. Mill.                                          | 1933           |
| Hypoxylon crocopeplum                          | Berk. & M.A. Curtis                                 | 1875           |
| Hypoxylon cuneosporum                          | P.M.D. Martin                                       | 1976           |
| Hypoxylon curvirimum                           | Y.M. Ju, J.D. Rogers & Lodge                        | 1996           |
| Hypoxylon cyanescens                           | Hai X. Ma, Lar.N. Vassiljeva & Yu Li                | 2014           |
| Hypoxylon cyclobalanopsidis                    | Hai X. Ma & Z.K. Song                               | 2021           |
| Hypoxylon cylindrophorum                       | Ellis & Everh.                                      | 1893           |
| Hypoxylon cypraeisporum                        | J. Fourn. & Lechat                                  | 2015           |
| Hypoxylon dearnessii                           | Y.M. Ju & J.D. Rogers                               | 1996           |
| Hypoxylon delonicis                            | R.H. Perera, E.B.G. Jones & K.D. Hyde               | 2020           |
| Hypoxylon dendrocalami                         | R.K. Verma, Soni & N. Sharma                        | 2008           |
| Hypoxylon dengii                               | Hai X. Ma, Lar.N. Vassiljeva & Yu Li                | 2013           |
| Hypoxylon diatrypeoides                        | Rehm                                                | 1907           |
| Hypoxylon dieckmannii                          | Theiss.                                             | 1908           |
| Hypoxylon diffusum                             | Lloyd                                               | 1925           |
| Hypoxylon dingleyae                            | Y.M. Ju & J.D. Rogers                               | 1996           |
| Hypoxylon dispersa                             | Bat.                                                | 1950           |
| Hypoxylon duranii                              | J.D. Rogers                                         | 1985           |
| Hypoxylon duriloculatum                        | Van der Gucht, Y.M. Ju & J.D. Rogers                | 1997           |
| Hypoxylon dussii                               | J. Fourn. & Lechat                                  | 2015           |
| Hypoxylon entoleucum                           | P.M.D. Martin                                       | 1976           |
| Hypoxylon epixanthum                           | (Berk. & Broome) Petch                              | 1924           |
| Hypoxylon erythrostroma                        | J.H. Mill.                                          | 1933           |
| Hypoxylon eurasiaticum                         | Pourmoghaddam, Krisai & Khodap.                     | 2021           |
| Hypoxylon fendleri                             | Berk. ex Cooke                                      | 1883           |
| Hypoxylon ferrugineum (Oranjebruine kogelzwam) | G.H. Otth                                           | 1869           |
| Hypoxylon flavoargillaceum                     | J.H. Mill.                                          | 1934           |
| Hypoxylon flavocremeum                         | J. Fourn., M. Pélissier & Lechat                    | 2014           |
| Hypoxylon fragiforme (Roestbruine kogelzwam)   | (Pers.) J. Kickx f.                                 | 1835           |
| Hypoxylon fragillimum                          | (Rehm) J.H. Mill.                                   | 1961           |
| Hypoxylon fraxinophilum (Essenkogelzwam)       | Pouzar                                              | 1972           |
| Hypoxylon fuhreri                              | G.J.D. Sm., K.D. Hyde & Whalley                     | 1999           |
| Hypoxylon fulvosulphureum                      | Kuhnert & Sir                                       | 2015           |
| Hypoxylon fuscoides                            | J. Fourn., P. Leroy, M. Stadler & Roy Anderson      | 2010           |
| Hypoxylon fusconigrum                          | S. Ito & S. Imai                                    | 1940           |
| Hypoxylon fuscopurpureum                       | (Schwein.) M.A. Curtis                              | 1867           |
| Hypoxylon fuscum (Gladde kogelzwam)            | (Pers.) Fr.                                         | 1849           |
| Hypoxylon fusoideosporum                       | Y.M. Ju & J.D. Rogers                               | 1996           |
| Hypoxylon geasteroides                         | (Ellis & Everh.) P.M.D. Martin                      | 1976           |
| Hypoxylon gibriacense                          | J. Fourn., M. Stadler & Gardiennet                  | 2010           |
| Hypoxylon gigasporum                           | (Ellis & Everh.) P.M.D. Martin                      | 1976           |
| Hypoxylon gilbertsonii                         | Y.M. Ju & J.D. Rogers                               | 1996           |
| Hypoxylon glycyrrhiza                          | Berk. & M.A. Curtis                                 | 1854           |
| Hypoxylon greiderae                            | Y.P. Tan, Bishop-Hurley, Bransgr. & R.G. Shivas     | 2022           |
| Hypoxylon griseobrunneum                       | (B.S. Mehrotra) J. Fourn., Kuhnert & M. Stadler     | 2013           |
| Hypoxylon griseocinctum                        | (Starbäck) P.M.D. Martin                            | 1976           |
| Hypoxylon guilanense                           | Pourmogh. & C. Lamb.                                | 2020           |
| Hypoxylon haematostroma                        | Mont.                                               | 1842           |
| Hypoxylon hainanense                           | Hai X. Ma & Z.K. Song                               | 2021           |
| Hypoxylon hemisphaericum                       | J.H. Mill.                                          | 1961           |
| Hypoxylon hepaticolor                          | J. Fourn. & A.N. Mill.                              | 2020           |
| Hypoxylon herpotrichoides                      | (Hepting & R.W. Davidson) P.M.D. Martin             | 1976           |
| Hypoxylon herrerae                             | Gonz. Frag.                                         | 1926           |
| Hypoxylon hinnuleum                            | (G. Sm.) Kuhnert & Sir                              | 2019           |
| Hypoxylon hongheense                           | E.F. Yang & S. Tibpromma                            | 2022           |
| Hypoxylon howeanum (Kleinsporige kogelzwam)    | Peck                                                | 1872           |
| Hypoxylon hubeiense                            | Hai X. Ma, Lar.N. Vassiljeva & Yu Li                | 2012           |
| Hypoxylon hughesii                             | Y.M. Ju & J.D. Rogers                               | 1996           |
| Hypoxylon hypomiltum                           | Mont.                                               | 1840           |
| Hypoxylon ilicinum                             | Lar.N. Vassiljeva & S.L. Stephenson                 | 2015           |
| Hypoxylon inaequale                            | S.C. He & Jayaward.                                 | 2023           |
| Hypoxylon inconspicuum                         | J.D. Rogers & Y.M. Ju                               | 2005           |
| Hypoxylon invadens                             | J. Fourn.                                           | 2014           |
| Hypoxylon investiens                           | (Schwein.) M.A. Curtis                              | 1867           |
| Hypoxylon isabellinum                          | J. Fourn., Kuhnert & M. Stadler                     | 2013           |
| Hypoxylon jaklitschii                          | Sir & Kuhnert                                       | 2015           |
| Hypoxylon jecorinum                            | Berk. & Ravenel                                     | 1875           |
| Hypoxylon julianii                             | L.E. Petrini                                        | 1986           |
| Hypoxylon juventuterubrum                      | Lar.N. Vassiljeva, S.L. Stephenson & K.D. Hyde      | 2012           |
| Hypoxylon kanchanapisekii                      | Suwann., Rodtong, Thienh. & Whalley                 | 2006           |
| Hypoxylon karii                                | Y.M. Ju & J.D. Rogers                               | 1996           |
| Hypoxylon langloisii                           | (Ellis & Everh.) P.M.D. Martin                      | 1976           |
| Hypoxylon laschii                              | Nitschke                                            | 1867           |
| Hypoxylon lateripigmentum                      | J. Fourn., Kuhnert & M. Stadler                     | 2013           |
| Hypoxylon laurus                               | J.H. Mill.                                          | 1961           |
| Hypoxylon lechatii                             | J. Fourn. & M. Stadler                              | 2014           |
| Hypoxylon lenormandii                          | Berk. & M.A. Curtis                                 | 1868           |
| Hypoxylon leprieurianum                        | J. Fourn. & Lechat                                  | 2015           |
| Hypoxylon leucodermium                         | Shear                                               | 1926           |
| Hypoxylon lienhwacheense                       | Y.M. Ju & J.D. Rogers                               | 1996           |
| Hypoxylon lignicola                            | Z.L. Luo, K.D. Hyde & H.Y. Su                       | 2019           |
| Hypoxylon lilloi                               | Sir, C. Lamb. & Kuhnert                             | 2016           |
| Hypoxylon liviae                               | Granmo                                              | 2002           |
| Hypoxylon lividicolor                          | Y.M. Ju & J.D. Rogers                               | 1996           |
| Hypoxylon lividipigmentum                      | F. San Martín, Y.M. Ju & J.D. Rogers                | 1996           |
| Hypoxylon lusitanicum                          | J. Fourn., M. Stadler & Priou                       | 2010           |
| Hypoxylon macrocarpum                          | Pouzar                                              | 1978           |
| Hypoxylon macrosporum                          | P. Karst.                                           | 1866           |
| Hypoxylon madangense                           | Van der Gucht, Y.M. Ju & J.D. Rogers                | 1997           |
| Hypoxylon mangrovei                            | Dayar., E.B.G. Jones & K.D. Hyde                    | 2020           |
| Hypoxylon massulatum                           | Lar.N. Vassiljeva                                   | 1998           |
| Hypoxylon medullare                            | (Wallr.) P.M.D. Martin                              | 1976           |
| Hypoxylon megalocarpum                         | (Plowr.) P.M.D. Martin                              | 1976           |
| Hypoxylon megalospermum                        | (Syd. & P. Syd.) P.M.D. Martin                      | 1976           |
| Hypoxylon megalosporum                         | Speg.                                               | 1898           |
| Hypoxylon megannulatum                         | Talig. & Whalley                                    | 1977           |
| Hypoxylon melanaspis                           | (Mont.) Sacc.                                       | 1882           |
| Hypoxylon meridionale                          | Lar.N. Vassiljeva & S.L. Stephenson                 | 2015           |
| Hypoxylon minicroceum                          | Lar.N. Vassiljeva & S.L. Stephenson                 | 2015           |
| Hypoxylon minutissimum                         | P.M.D. Martin                                       | 1976           |
| Hypoxylon moellerianum                         | (Henn.) Y.M. Ju & J.D. Rogers                       | 1996           |
| Hypoxylon munkii                               | Whalley, Hammelev & Talig.                          | 1988           |
| Hypoxylon musceum                              | J.D. Rogers                                         | 1981           |
| Hypoxylon mutans                               | (Cooke & Peck) P.M.D. Martin                        | 1976           |
| Hypoxylon nagatense                            | I. Hino & Katum.                                    | 1955           |
| Hypoxylon neosublenormandii                    | D.Q. Dai & K.D. Hyde                                | 2016           |
| Hypoxylon nigropustulatum                      | I. Hino & Katum.                                    | 1958           |
| Hypoxylon notatum                              | Berk. & M.A. Curtis                                 | 1875           |
| Hypoxylon nothofagicola                        | Y.M. Ju & J.D. Rogers                               | 1996           |
| Hypoxylon novemexicanum                        | J.H. Mill.                                          | 1961           |
| Hypoxylon nudum                                | J. Fourn. & Lechat                                  | 2015           |
| Hypoxylon ochraceotuberosum                    | J. Fourn. & Lechat                                  | 2015           |
| Hypoxylon ochraceum                            | Henn.                                               | 1897           |
| Hypoxylon olivaceopigmentum                    | Kuhnert & Sir                                       | 2019           |
| Hypoxylon olivicolor                           | F. San Martín, Y.M. Ju & J.D. Rogers                | 1996           |
| Hypoxylon olliforme                            | F. San Martín, P. Lavín & Port.-Port.               | 1999           |
| Hypoxylon papillatum                           | Ellis & Everh.                                      | 1893           |
| Hypoxylon paracouense                          | J. Fourn. & Lechat                                  | 2015           |
| Hypoxylon parksianum                           | Y.M. Ju & J.D. Rogers                               | 1996           |
| Hypoxylon pastillistomum                       | Lar.N. Vassiljeva                                   | 1998           |
| Hypoxylon peleae                               | J.D. Rogers & Y.M. Ju                               | 2007           |
| Hypoxylon pelliculosum                         | Petch                                               | 1924           |
| Hypoxylon perforatum (Rossige korstkogelzwam)  | (Schwein.) Fr.                                      | 1849           |
| Hypoxylon perusense                            | (Henn.) P.M.D. Martin                               | 1967           |
| Hypoxylon petriniae (Vlakke essenkogelzwam)    | M. Stadler & J. Fourn.                              | 2004           |
| Hypoxylon pilgerianum                          | Henn.                                               | 1900           |
| Hypoxylon placentiforme                        | Berk. & M.A. Curtis                                 | 1868           |
| Hypoxylon plumbinum                            | P.M.D. Martin                                       | 1976           |
| Hypoxylon poliosum                             | (Ellis & Everh.) P.M.D. Martin                      | 1976           |
| Hypoxylon polyporus                            | (Starbäck) Y.M. Ju & J.D. Rogers                    | 1996           |
| Hypoxylon porphyreum                           | Granmo                                              | 1999           |
| Hypoxylon protuberans                          | (P. Karst.) P.M.D. Martin                           | 1976           |
| Hypoxylon pseudofendleri                       | D.Q. Dai & K.D. Hyde                                | 2016           |
| Hypoxylon pseudofuscum                         | Pourmoghaddam, Krisai & Khodap.                     | 2021           |
| Hypoxylon pseudoretpela                        | Lar.N. Vassiljeva, S.L. Stephenson & K.D. Hyde      | 2012           |
| Hypoxylon pulchrum                             | P.M.D. Martin                                       | 1976           |
| Hypoxylon pulicicidum                          | J. Fourn., Polishook & Bills                        | 2012           |
| Hypoxylon ravidoroseum                         | Y.M. Ju, Van der Gucht & J.D. Rogers                | 1995           |
| Hypoxylon rectangulosporum                     | Y.M. Ju, J.D. Rogers & Samuels                      | 1992           |
| Hypoxylon resinosum                            | Urries                                              | 1956           |
| Hypoxylon retpela                              | Van der Gucht & Van der Veken                       | 1992           |
| Hypoxylon rhombisporum                         | J. Fourn. & Lechat                                  | 2015           |
| Hypoxylon rickii                               | Y.M. Ju & J.D. Rogers                               | 1996           |
| Hypoxylon rogersii                             | A. Pande                                            | 1979           |
| Hypoxylon rolingii                             | Lar.N. Vassiljeva & S.L. Stephenson                 | 2015           |
| Hypoxylon rosieri                              | J.D. Rogers & Lar.N. Vassiljeva                     | 2008           |
| Hypoxylon rostrisporum                         | (W.R. Gerard) P.M.D. Martin                         | 1976           |
| Hypoxylon rubellum                             | Penz. & Sacc.                                       | 1898           |
| Hypoxylon rubiginosum (Rode korstkogelzwam)    | (Pers.) Fr.                                         | 1849           |
| Hypoxylon rubroargillaceum                     | Lar.N. Vassiljeva, S.L. Stephenson & K.D. Hyde      | 2012           |
| Hypoxylon rugulosporum                         | Van der Gucht, Y.M. Ju & J.D. Rogers                | 1997           |
| Hypoxylon rutilum (Blozende korstkogelzwam)    | Tul. & C. Tul.                                      | 1863           |
| Hypoxylon salicicola                           | Granmo                                              | 1999           |
| Hypoxylon samuelsii                            | Y.M. Ju & J.D. Rogers                               | 1996           |
| Hypoxylon sclerophaeum                         | Berk. & M.A. Curtis                                 | 1854           |
| Hypoxylon semimultiforme                       | F. San Martín, P. Lavin & Pérez-Silva               | 1999           |
| Hypoxylon sepiaceum                            | J. Fourn. & Lechat                                  | 2015           |
| Hypoxylon sepiipigmentum                       | Lar.N. Vassiljeva, S.L. Stephenson & K.D. Hyde      | 2012           |
| Hypoxylon shearii                              | Y.M. Ju & J.D. Rogers                               | 1996           |
| Hypoxylon simile                               | Lloyd                                               | 1924           |
| Hypoxylon sofaiense                            | J. Fourn. & Lechat                                  | 2015           |
| Hypoxylon spegazzinianum                       | Sir, Kuhnert, Hladki & A.I. Romero                  | 2016           |
| Hypoxylon sphaeriosporum                       | P.M.D. Martin                                       | 1976           |
| Hypoxylon spirale                              | A. Pande                                            | 1976           |
| Hypoxylon sporistriatatunicum                  | Cedeño-Sanchez, L. Wendt & L.C. Mejía               | 2020           |
| Hypoxylon subalbum                             | J.D. Rogers, Y.M. Ju & H.M. Hsieh                   | 2004           |
| Hypoxylon subcorticeum                         | Y.M. Ju & J.D. Rogers                               | 1996           |
| Hypoxylon subcrocopeplum                       | Y.M. Ju & J.D. Rogers                               | 1996           |
| Hypoxylon subdisciforme                        | J.D. Rogers, Y.M. Ju & Hemmes                       | 2006           |
| Hypoxylon subgilvum                            | Berk. & Broome                                      | 1873           |
| Hypoxylon sublenormandii                       | Suwann., Rodtong, Thienh. & Whalley                 | 2006           |
| Hypoxylon sublimbatum                          | (Durieu & Mont.) P.M.D. Martin                      | 1976           |
| Hypoxylon subrutiloides                        | Y.M. Ju & J.D. Rogers                               | 1996           |
| Hypoxylon subrutilum                           | Starbäck                                            | 1901           |
| Hypoxylon subticinense                         | Y.M. Ju & J.D. Rogers                               | 1996           |
| Hypoxylon subtrugodes                          | J. Fourn. & Lechat                                  | 2015           |
| Hypoxylon sulcatum                             | Starbäck                                            | 1904           |
| Hypoxylon suranareei                           | Suwann., Rodtong, Thienh. & Whalley                 | 2006           |
| Hypoxylon surannareei                          | Suwann., Rodtong, Thienh. & Whalley                 | 2006           |
| Hypoxylon szostakii                            | Y.P. Tan, Bishop-Hurley, Bransgr. & R.G. Shivas     | 2022           |
| Hypoxylon tassianum                            | (Ces. & De Not.) P.M.D. Martin                      | 1976           |
| Hypoxylon teeravasati                          | Devadatha, V.V. Sarma & E.B.G. Jones                | 2019           |
| Hypoxylon terricola                            | J.H. Mill.                                          | 1961           |
| Hypoxylon texcalense                           | F. San Martín, Port.-Port. & P. Lavín               | 1999           |
| Hypoxylon texense                              | Kuhnert & Sir                                       | 2019           |
| Hypoxylon theissenii                           | Bres.                                               | 1926           |
| Hypoxylon ticinense                            | L.E. Petrini                                        | 1986           |
| Hypoxylon trugodes                             | Berk. & Broome                                      | 1873           |
| Hypoxylon tuberculiforme                       | I. Hino & Katum.                                    | 1955           |
| Hypoxylon ulmophilum                           | Lar.N. Vassiljeva                                   | 1998           |
| Hypoxylon umbilicatum                          | Speg.                                               | 1889           |
| Hypoxylon undulatum                            | Y.M. Ju, J.D. Rogers & Læssøe                       | 1996           |
| Hypoxylon urriesii                             | J. Fourn. & M. Stadler                              | 2008           |
| Hypoxylon vandervekenii                        | Van der Gucht, Y.M. Ju & J.D. Rogers                | 1997           |
| Hypoxylon venezuelense                         | Y.M. Ju & J.D. Rogers                               | 1996           |
| Hypoxylon verruciperisporium                   | J. Fourn. & Lechat                                  | 2015           |
| Hypoxylon vinaceobrunneum                      | K.S. Cruz & Cortez                                  | 2015           |
| Hypoxylon vinosopulvinatum                     | Y.M. Ju, J.D. Rogers & H.M. Hsieh                   | 2004           |
| Hypoxylon virginianum                          | Lar.N. Vassiljeva & S.L. Stephenson                 | 2014           |
| Hypoxylon viridicolor                          | P.M.D. Martin                                       | 1976           |
| Hypoxylon vitalii                              | Bat.                                                | 1950           |
| Hypoxylon vogesiacum                           | (Pers. ex Curr.) Sacc.                              | 1882           |
| Hypoxylon wujiangense                          | Y.H. Pi & Q.R. Li                                   | 2020           |
| Hypoxylon wuzhishanense                        | Hai X. Ma & Z.K. Song                               | 2021           |
| Hypoxylon yunnanense                           | Hai X. Ma, Lar.N. Vassiljeva & Yu Li                | 2012           |